# Turtle (Entourage)
Pour les articles homonymes, voir Turtle.
Turtle est l'un des personnages principaux de la série télévisée Entourage de la chaine américaine HBO. Il est incarné par l'acteur Jerry Ferrara.

## Biographie fictive
Turtle, de son vrai nom Salvatore Vacara, est un ami d'enfance du Queens de Vincent Chase. Il a déménagé avec Vince, Eric et Drama à Los Angeles. Il est le seul des 4 à ne pas travailler dans le cinéma. Turtle est le chauffeur de Vince et doit rêgler au quotidien les problèmes d'intendance de la maison. Il doit toujours dégoter ce que les autres veulent, souvent de la marijuana, dont il est également un fervent consommateur... Il est surtout proche de Drama, car Eric et Vince sont souvent ensemble pour le travail. Son look d'adolescent lui pose des problèmes dans ses relations, notamment avec les filles, qui le prennent pour un gamin. Bien qu'il soit un « parasite » dans la vie de Vince, sa loyauté et son amitié ne sont pas à prouver, il est toujours prêt à rendre service. 
Turtle a un Rottweiler nommé Arnold.
Dans la saison 2, un CD est « oublié » dans la voiture d'Eric par deux amis qui pensaient être dans la voiture d'un célèbre producteur de rap. Turtle découvre alors le disque, qui contient la démo d'un rappeur. Il adore d'emblée le morceau et le propose même pour la bande son du films de Billy Walsh, Queens Boulevard. Turtle découvre que le CD appartient à un certain Saigon. Il décide de devenir son manager.
Dans la saison 4, il obtient un bureau fixe au sein de "The Murphy Group", l'entreprise d'Eric. Saigon reçoit de nombreuses propositions de contrat après que Vince est réussi à faire passer un de ses morceaux dans l'émission de Big Boy, sur KPWR Power 106. Turtle obtient ensuite un rendez-vous pour Saigon auprès d'Ari Gold, l'agent de Vince. Mais Turtle perd son client, qui lui préfère son ancien manager. Malgré cela, Turtle reçoit 40 000 $ de Saigon. Son activité dans la musique s'arrête avec cette fâcheuse déception. Turtle est néanmoins ami avec Kanye West.
Dans l'épisode 11 de la saison 2, il est révélé que Turtle est d'origine sicilienne.
Après la déception avec Saigon, Turtle cherche de nouveaux projets. Il demande des conseils à Ari, sans succès. Alors qu'il est en couple avec l'actrice Jamie-Lynn Sigler, cette dernière lui conseille de reprendre ses études. Il retourne ainsi à la fac.
Dans la saison suivante, il devient propriétaire d'une compagnie de limousines, dont les chauffeurs sont de sexys jeunes femmes. Après la faillite de cette dernière, il investit dans une compagnie de tequila, "Avion", sur conseil d'Alex, ancienne chauffeur de limousines et amie du propriétaire de Tequila Avion. 
Dans la dernière saison, il décide d'importer le restaurant favori de Vince dans le Queens, Dom Pepe's, il annonce à Vince qu'il vend ses parts de la compagnie Avion, et lui demande de faire de le faire également. Lorsque Turtle invite les propriétaires de Dom Pepe's à Los Angeles afin de leur faire visiter les locaux qu'il a trouvé pour le restaurant, ces derniers prennent des locaux entièrement différents, et beaucoup plus chers. Dans le dernier épisode de la série, Turtle annonce donc à Vince qu'il abandonne faute d'argent, Vince lui remonte rapidement le moral en lui annonçant que plutôt que de vendre leurs parts respectives de Tequila Avion comme conseillé, il a gardé les siennes et racheté celles de Turtle, faisant de tous deux des millionaires.

## Turtle et les voitures

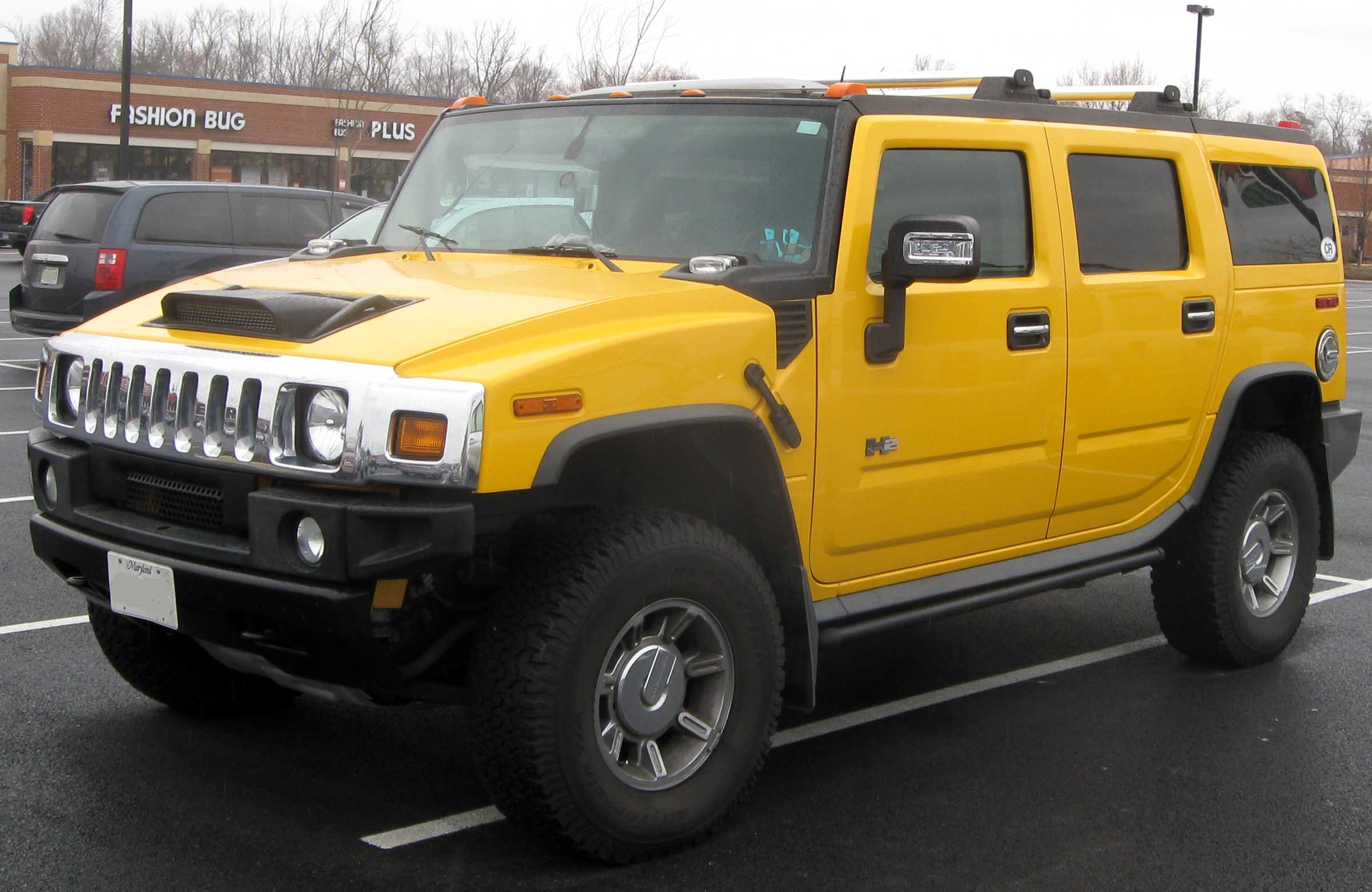
Hummer H2 similaire à celui de Turtle dans la série

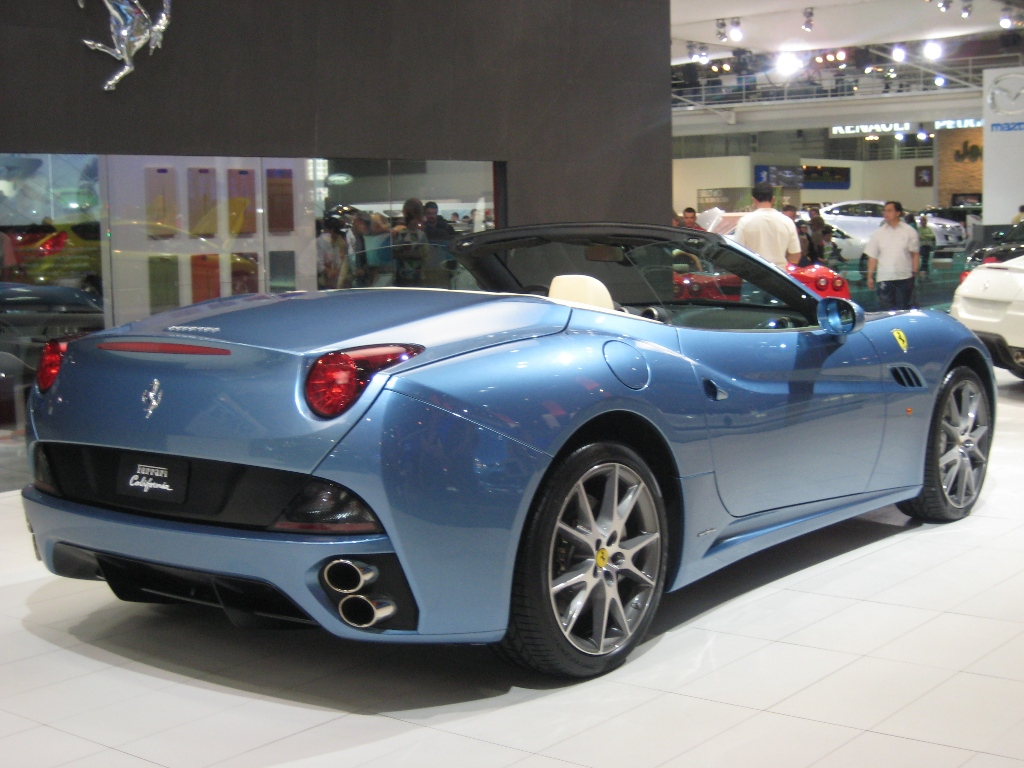
Ferrari California similaire à celle de Turtle dans la saison 6

Turtle aime les voitures très chères. Dans la saison 1, il persuade même Vince d'acheter une Rolls Royce Phantom de 2004. Vince la rendra finalement au garage. Tout au long de la série, Turtle conduit surtout un Hummer H2, un Cadillac Escalade de 2002, ou encore plusieurs Cadillac Escalade ESV.
Dans la saison 6, Vince offre sa Ferrari California de 2009 à Turtle pour ses 30 ans. Sa copine lui offre quant à elle une Porsche 911 cabriolet de 2009, avec des plaques d'immatriculation personnalisées. Dans la saison 6, le Cadillac Escalade ESV de 2008 est remplacé par un Cadillac Escalade hybride de 2009. Dans la saison 7, l'Escalade hybride est remplacé par un Cadillac Escalade Platinum de 2010.

## Le vrai nom de Turtle
Avant la saison 5, on ignore le vrai nom de Turtle. Dans l'épisode 11 de la saison 5, il raconte à l'actrice Jamie-Lynn Sigler, avec laquelle il commence une relation, que son nom est Sal.
Le nom « Salvatore Assante » apparaît caché derrière une boîte de chaussures de Nike Air Force One que Fukiyama a customisées pour Turtle en l'épisode 11 de la saison 3.

## Look
Turtle adore les chaussures de sport, surtout les éditions rares de Nike Air Force One. Il porte toujours des maillots de sportifs comme ceux d'Allan Houston ou Alex Rodriguez, ainsi qu'une casquette de baseball, spécifiquement de l'équipe des Yankees de New York.

## Inspiration
Le personnage Turtle est basé sur le vrai assistant personnel du producteur de la série Mark Wahlberg, Donnie "Donkey" Carroll. Donkey a « porté les bagages » de Wahlberg durant au moins 14 ans, au lieu de se lancer dans le rap, sous le nom de Murda One. Donkey est décédé en décembre 2005 d'une crise d'asthme. Il s'était disputé avec Wahlberg en 2005 car il lui reprochait de ne l'avoir jamais payé pour avoir utilisé son « personnage » dans la série Entourage.